# Jan Monchablon
Jean Baptiste Ferdinand Monchablon, cunoscut sub numele de Jan Monchablon (n. 6 septembrie 1854, Châtillon-sur-Saône⁠(d), Lorraine⁠(d), Franța – d. 2 octombrie 1904, Châtillon-sur-Saône⁠(d), Lorraine⁠(d), Franța) a fost un pictor peisagist francez.

## Biografie

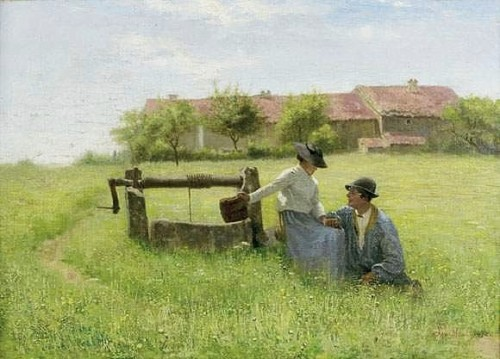
Îndrăgostiți la fântână (data necunoscută)

Tatăl său era funcționar la departamentul local de sănătate. Și-a început studiile la Colegiul Notre-Dame din Nantes. În 1875, după ce a lucrat ca profesor particular, a devenit profesor la Quimper. Șase ani mai târziu, a intrat la École des Beaux-Arts, unde a studiat sub îndrumarea lui Jean-Paul Laurens. Între 1883 și 1884, a luat lecții suplimentare în atelierul lui Alexandre Cabanel. Simțindu-se atras de operele maeștrilor flamanzi, a făcut o călătorie de studii în Țările de Jos în 1886. În acel moment a început să se semneze „Jan”, în loc de „Jean”.
La întoarcere, s-a căsătorit cu Fanny Julien, o pianistă pe care o cunoscuse în timp ce studia la École, și au decis să se stabilească în orașul său natal, închiriind o proprietate și plantând o mică podgorie pentru a ajuta la acoperirea cheltuielilor. În ciuda locației sale relativ izolate, a continuat să expună în mod regulat la Salon⁠(d) și a câștigat mai multe medalii acolo, precum și la Expoziția Universală din 1900.
A fost admis în Legiunea de onoare în 1895. Prietenul său Roland Knoedler⁠(d) (un comerciant de artă american), l-a însărcinat pe Antoine Bourdelle⁠(d) să creeze un monument în onoarea sa. Din păcate, acesta a fost distrusă în timpul celui de-al Doilea Război Mondial. Un monument înlocuitor a fost creat ulterior de sculptorul Marcel Joosen (născut în 1943).
Multe dintre picturile sale se află în mici muzee din Statele Unite, inclusiv Muzeul Haggin din Stockton, California.